# Fallvatten
Fallvatten är en skönlitterär roman, skriven av den svenske författaren Mikael Niemi, utgiven år 2012. Romanen utspelar sig i norra Sverige där Suorvadammen brister och utlöser en total katastrof. Under bokens gång får vi följa romanfigurerna Vincent, Henny, Lovisa, Barney, Lena, Laban, Adolf, Gunnar, och Sofia.